# ゲルゴウィアの戦い
ゲルゴウィアの戦い（ゲルゴウィアのたたかい、仏: Siège de Gergovie）は、紀元前52年に行われた、アルウェルニ族のウェルキンゲトリクスを指導者とするガリア連合軍と、ガリア総督ガイウス・ユリウス・カエサル率いるローマ軍との戦闘である。

## 概要

### 戦いまで
ウェルキンゲトリクスの元で決起したガリア連合軍を撃破すべく、カエサルはローマ軍を率いてガリアへと侵攻。ノウィオドゥヌム（現：ヌヴェール）、ウェッラウノドゥヌム（現：ヴィヨン）、ケナブム（現：オルレアン）を手中に収め、アウァリクム（現：ブールジュ）も激戦の末にローマ軍が陥落させた（アウァリクム包囲戦）。
冬も終わりに近づき、春も迫った戦いを仕掛けるのに好都合な時期であったことから、カエサルはアルウェルニ族の主たる城市ゲルゴウィア（現：クレルモン＝フェラン近郊）へと更なる侵攻を目論んだものの、ハエドゥイ族より「主導権争いにより生じた部族内の内紛を調停して欲しい」との要請を受けた。ハエドゥイ族がウェルキンゲトリクス側へ寝返りを起さないように釘をさす意味もあって、カエサルは同部族の領土内のデケティア（Decetia、現：ドシーズ）へ向かい、コンウィクトリタウィス（Convictolitanis）が長官となり主導権を持ち、争っていたコトゥス（Cotus）らに従うよう裁定した。
ハエドゥイ族の調停が済んだ後、カエサルはローマ軍団を2分して、10個軍団の内の4個軍団をウェルキンゲトリクスに呼応して反ローマで決起したセノネス族とパリシイ族に対応させるべくティトゥス・ラビエヌスと共にルテティア（現：パリ）方面へと派遣し、残りの6個軍団及びゲルマン騎兵をカエサル自らが率いて、アルウェルニ族の本拠・ゲルゴウィアへと進軍することとした。なお、ハエドゥイ族からの支援軍（アウクシリア）は後にゲルゴウィアへ向かうこととした。
ウェルキンゲトリクスはエラウェル川（現：アリエ川）に架かっている全ての橋を破壊して、エラウェル川の向こう岸（ゲルゴウィア側）に沿って進軍した。カエサル軍はガリア軍からの攻撃こそ受けなかったが、ウェルキンゲトリクスは偵察兵をエラウェル沿いに送り出して、カエサルが川を渡るのを見張っていた。そのため、カエサルは渡河することが困難であったが、ガリア軍を牽制する部隊と橋を構築する部隊の2手に軍を分けることでこれに対応し、ゲルマニア遠征での架橋経験も活かして早期に架橋を完了させ、エラウェル川を渡った。

### ゲルゴウィア包囲

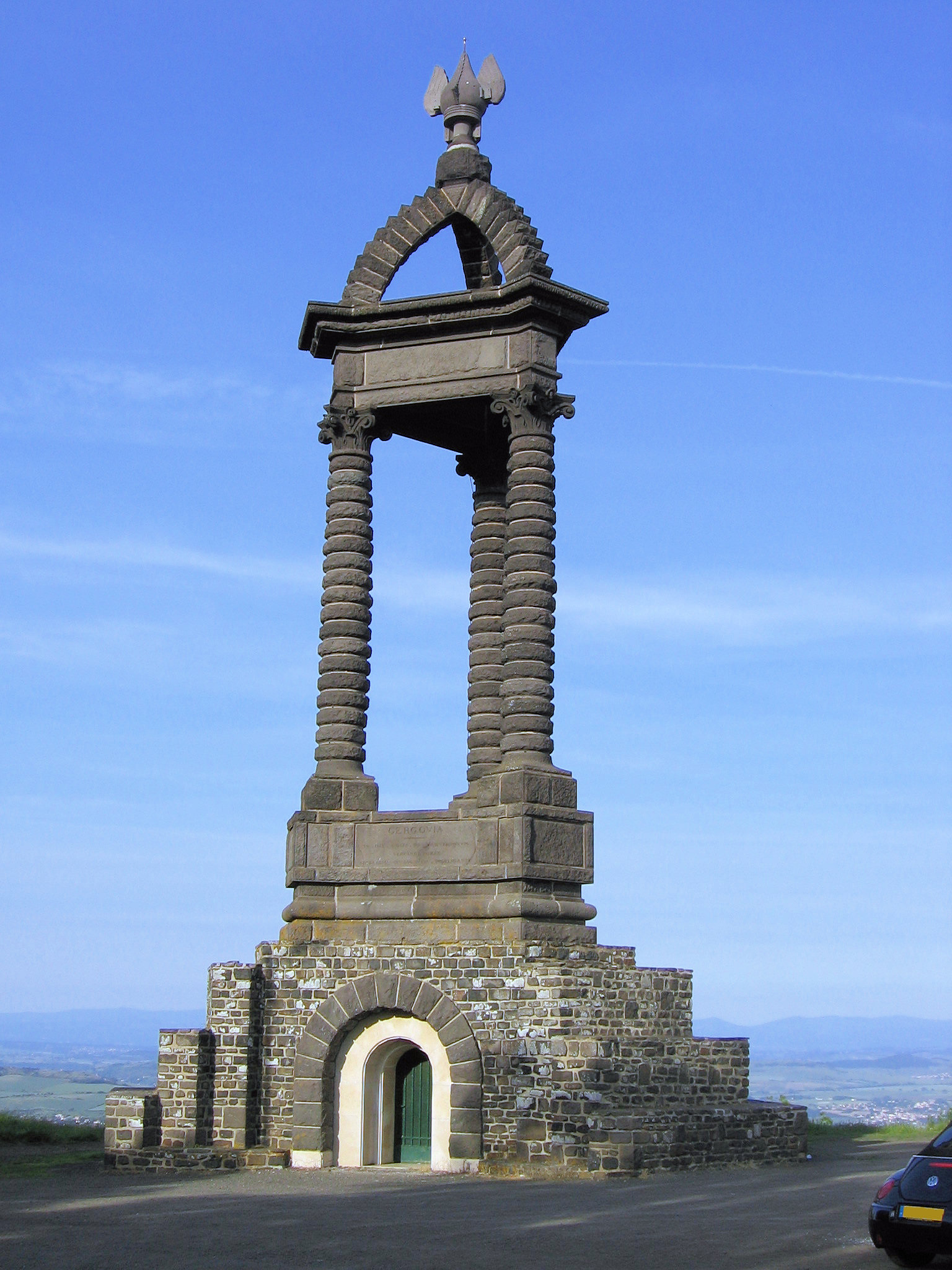
ゲルゴウィア記念碑

エラウェル渡河地点から5日間ほど行軍してゲルゴウィアに到着したカエサルは、ゲルゴウィアが山頂に位置しているために正面からの攻撃が困難と判断して、ローマ軍が得意とする攻囲戦術を採ることとした。ローマ軍はゲルゴウィアから程近い小高い丘をガリア軍との攻防の末に奪取して、この丘とカエサルのいる本陣の間をガリア軍の攻撃から防御するために、幅12フィートに及ぶ2重の濠を掘った。
この包囲線を以てガリア軍の兵站を封じて、ウェルキンゲトリクスを兵糧攻めにする予定であったが、ウェルキンゲトリクスの内応策によってハエドゥイ族のコンウィクトリタウィスはガリア連合軍へ加担する意向を固めつつあり、またゲルゴウィアへ向かう予定のハエドゥイ族の軍兵10,000を率いるリタウィックス（Litavicus）はウェルキンゲトリクスへと合流する目論見であった。これを察知したカエサルは軍を率いてリタウィックスを捕らえようとしたが、リタウィックスはゲルゴウィアへと逃れた。ハエドゥイ族はコンウィクトリタウィスらの親ガリア派とウィリドマルス（Viridomarus）らの親ローマ派へ分かれた。

### カエサル、ゲルゴウィア撤退
リタウィックスによる反ローマの煽動はガリア全土に広まって、ガリアに居住するローマ人は殺害もしくは奴隷として収奪された。これら反ローマの動きの高まりや、ハエドゥイ族の不穏な動きにより自軍の兵站に不安が生じたこともあって、カエサルはゲルゴウィアで包囲しているローマ軍が危地にあることを悟り、この期に及んではゲルゴウィアからウェルキンゲトリクスを誘き出すことが勝利を掴む唯一のチャンスであると判断した。
戦略上不利な立地（城壁の上で戦うガリア軍と城壁の下から攻め上るローマ軍）にもかかわらず、いくつかの城壁の拠点を奪取したものの、数と立地の不利は大きく、ウェルキンゲトリクスもカエサルの意図を見抜いてゲルゴウィアの守備に戦力を集中させたことから、ローマの劣勢は拭えなかった。第10軍団エクェストリスの奮闘により壊走には至らなかったものの、46名のケントゥリオ（百人隊長）および700名以上のローマ軍団兵が戦死するという大きな被害を受けた。カエサルはゲルゴウィアの包囲を解いたものの、ウェルキンゲトリクスはゲルゴウィアから城外へ出撃する様子を見せなかったため、カエサルはエラウェル川を再び渡って、ハエドゥイ族（ウィリドマルス派）の領土へと撤退した。この戦いはカエサルの喫した数少ない敗北の一つである。
この結果もあって、ガリアの内、レミ族・リンゴネス族およびゲルマン人と交戦状態にあるトレウェリ族以外の100以上もの部族がガリア連合軍に結集することとなった。しかし、カエサルは撤退しながらゲルマン人騎兵を補充、追撃したガリア連合軍を迎撃した。敗れたウェルキンゲトリクスはアレシアへ後退、ローマ軍は包囲に取り掛かった。以後はアレシアの戦いを参照。